# HD 34328
HD 34328 (HIP 24316 / LHS 204) és una estrella de magnitud aparent +9,46 situat a la constel·lació de l'Orada, aproximadament 2,4º al sud de ζ Doradus.
HD 34328 és una nana groga de tipus espectral G0Vw amb una temperatura efectiva de 5.725 K. La seva lluminositat equival a 3/4 parts de la lluminositat solar i té un radi de 0,80 radis solars. Gira sobre si mateixa amb una velocitat de rotació de 5,5 km/s, sent aquest un límit inferior -el veritable valor depèn de la inclinació del seu eix de rotació respecte a la Terra-. S'hi troba a 224 anys llum del sistema solar.
Igual que l'Estrella de Kapteyn o Groombridge 1830, HD 24316 és un estel procedent de l'halo galàctic. La major part dels estels de la Via Làctia, com el Sol, estan contingudes en el pla galàctic i orbitant al voltant del centre de la galàxia amb òrbites més o menys circulars. No obstant això, algunes d'elles provenen d'un halo esferoïdal que envolta la galàxia —l'halo galàctic— i són estels molt antics de molt baixa metal·licitat. L'anàlisi elemental d'HD 34328 segueix les pautes trobades en altres estels semblants. Mostra una abundància relativa de ferro i manganès extremadament baixa ([Fe/H] = -1,50), observant-se un lleuger augment en el contingut relatiu de magnesi ([Mg/Fe] = +0,42).